# جون ويلكي (راكب الكنو)
جون ويلكي (بالإنجليزية: John Wilkie)‏ هو راكب الكنو أسترالي، ولد في 24 مارس 1977.

## وصلات خارجية
- جون ويلكي على موقع أوليمبيديا (الإنجليزية)